# مارك كريستوفر لورانس
مارك كريستوفر لورانس (بالإنجليزية: Mark Christopher Lawrence)‏ مواليد 22 مايو 1964 في لوس أنجلوس، كاليفورنيا، هو ممثل أمريكي بدأ مسيرته الفنية عام 1988.

## الأعمال

### مسلسلات
- تشاك

## وصلات خارجية
- مارك كريستوفر لورانس على موقع IMDb (الإنجليزية)
- مارك كريستوفر لورانس على موقع ميوزك برينز (الإنجليزية)
- مارك كريستوفر لورانس على موقع أول موفي (الإنجليزية)
- مارك كريستوفر لورانس على موقع قاعدة بيانات الفيلم (الإنجليزية)

- الموقع الإلكتروني